# Chasnans
Chasnans korábbi község (település) Franciaországban, Doubs megyében. 2016. január 1-jén Athose, Hautepierre-le-Châtelet, Nods, Rantechaux és Vanclans községgel egyesült és Les Premiers Sapins új község része lett.
Lakosainak száma 272 fő (2018. január 1.). Chasnans Les Premiers-Sapins és Vernierfontaine községekkel határos.

## Népesség
A település népességének változása:
| Lakosok száma | 173  | 151  | 143  | 142  | 186  | 236  | 249  | 269  | 273  | 272  |
|               | 1962 | 1968 | 1982 | 1990 | 1999 | 2008 | 2011 | 2013 | 2017 | 2018 |